# 土田真由美
土田 真由美（つちだ まゆみ、1977年3月11日 - ）は、日本の女子車いすバスケットボール選手。ポジションはパワーフォワード。女子車いすバスケットボールチーム「SCRATCH」、男子チーム「神奈川 VANGUARDS」 所属。車いすバスケットボール女子日本代表選手。

## 人物
滋賀県長浜市出身。スポーツが好きで、トレーナーを目指して体育大学に進学したが、大学2年生の時に腰痛を発症し、医師の診察を受けたところ先天性の股関節障害が発覚し、将来的に歩行困難となると告げられる。その後、進行性の障害が徐々に悪化し、実技が難しくなったためトレーナーを断念。ある日、体育館で練習していた車いすバスケットボールチームに誘われ競技に出会う。大学を卒業後はトレーナーに次ぐ希望だったアパレル業界を目指していたが、こちらも障害の悪化に伴い断念。2009年、選手登録し、本格的に車いすバスケットボールを始める。2010年、車いすバスケットボール女子日本代表に選出され、IWBF車いすバスケットボール世界選手権に出場。2013年、ELFINで出場した日本女子車いすバスケットボール選手権大会でMVPを受賞。2017年2月から男子チームの東京ファイターズに所属。2018年4月、女子チーム「SCRATCH」に移籍。2019年4月、男子チーム・パラ神奈川SCに移籍。2021年、東京パラリンピックに出場。

## 主な成績
- 2010 IWBF車いすバスケットボール世界選手権
- 2014 IWBF車いすバスケットボール世界選手権
- 2014 アジアパラ競技大会 準優勝
- 2018 アジアパラ競技大会 準優勝
- 2021 東京パラリンピック 6位